# Dirk Werner
Pour les articles homonymes, voir Werner.

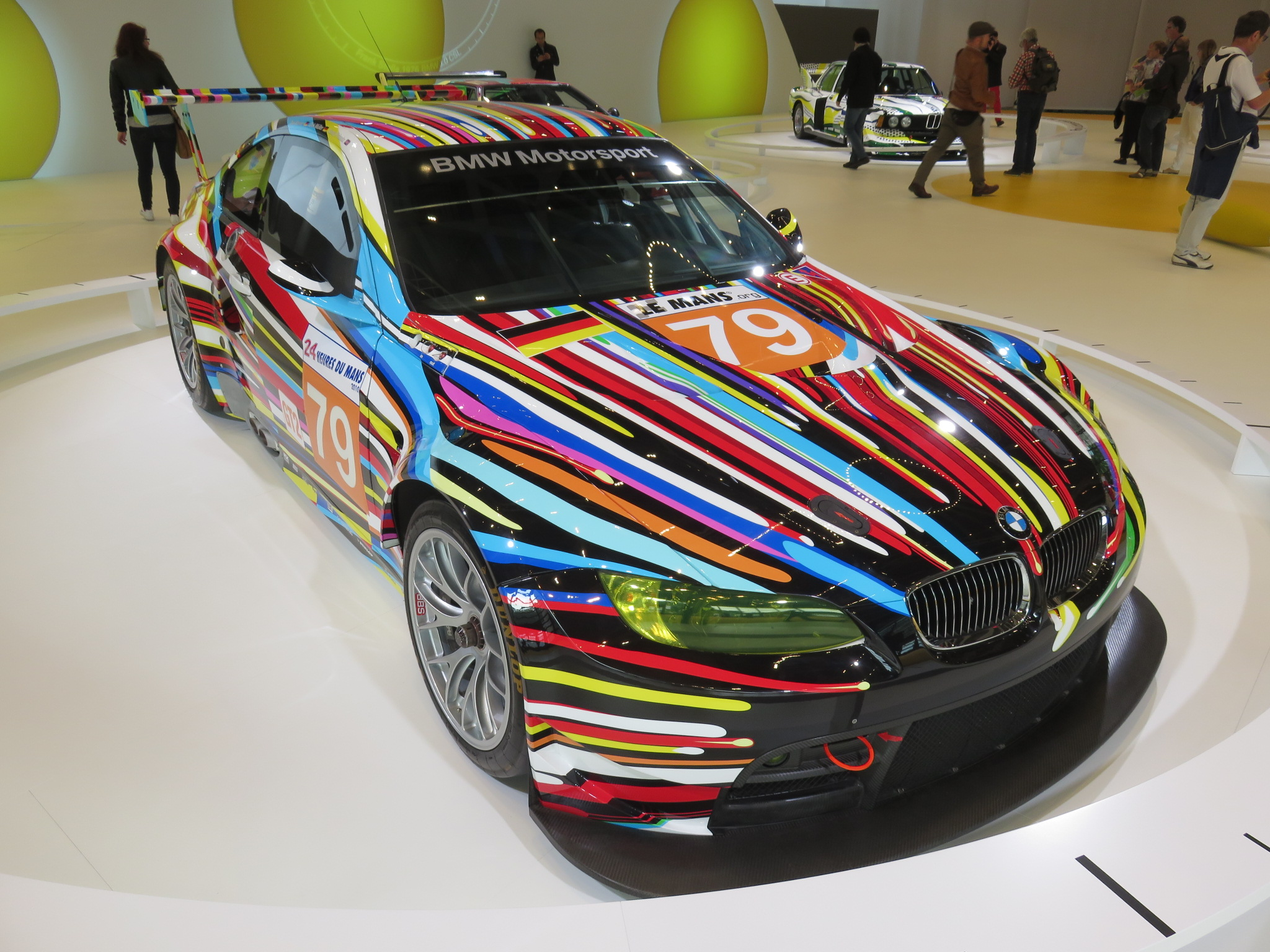
BMW M3 GT2 Art Car LMGT2 peinte par Jeff Koons, de Werner, Andy Priaulx et Dirk Müller, aux 24 Heures du Mans 2010 (49e/abandon).

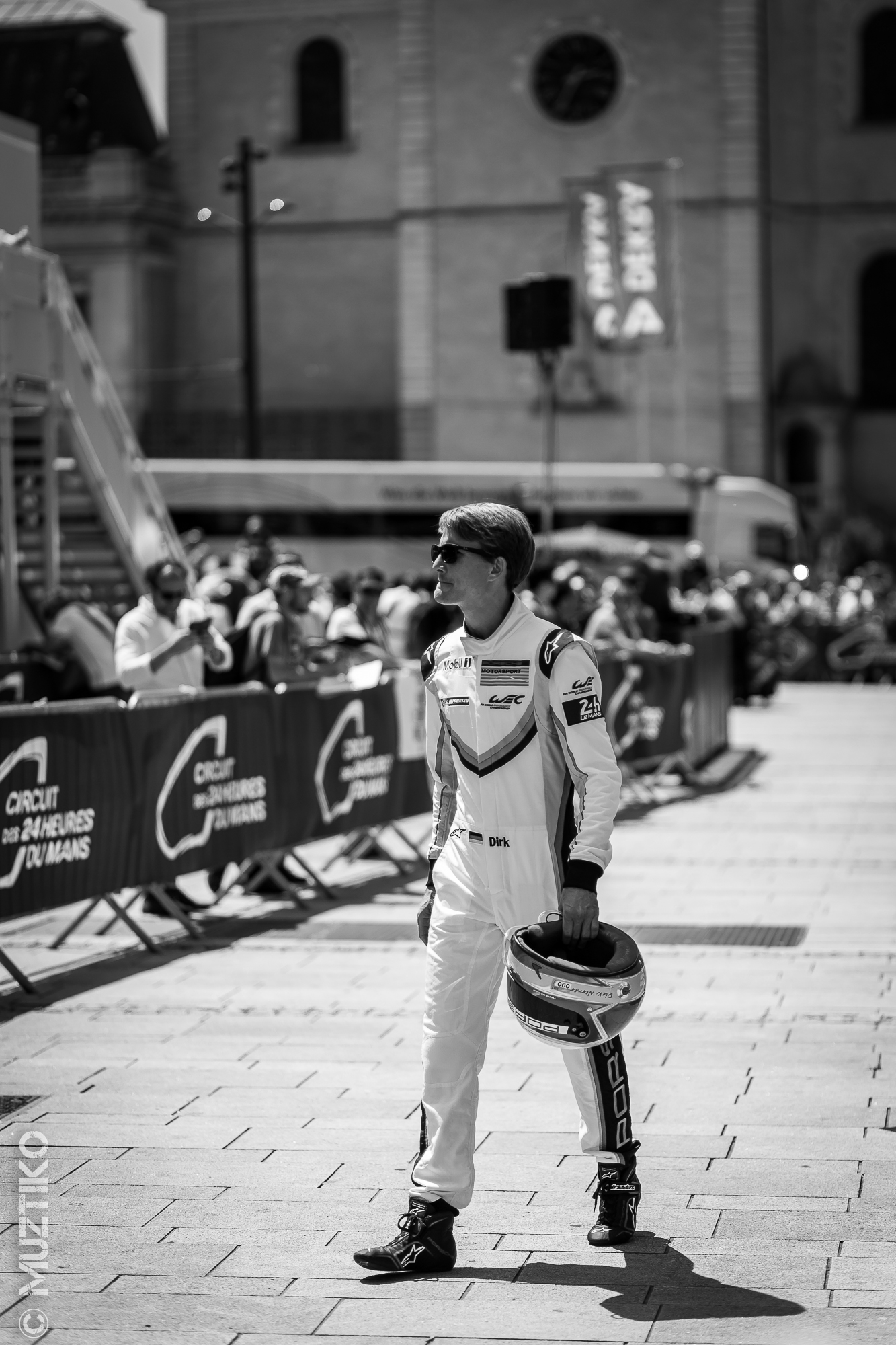

Dirk Werner, né le 25 mai 1981, est un pilote automobile allemand engagé en Le Mans Series, American Le Mans Series et Intercontinental Le Mans Cup.

## Palmarès
- Porsche Carrera Cup Allemagne
  - Champion en 2006

- American Le Mans Series
  - Victoire dans la catégorie GT2 à Road America en 2008

- Asian Le Mans Series
  - Victoire dans la catégorie GT aux 1 000 kilomètres de Zhuhai 2010

- Rolex Sports Car Series
  - Champion dans la catégorie GT en 2007 et 2009
  - Cinq Victoires dans la catégorie GT sur une en 2007 et quatre en 2009 dont les 6 Heures de Watkins Glen

- Vainqueur des 24 Heures de Dubaï en 2007
- Vainqueur de la Porsche Cup en 2009
- Vainqueur des 12 Heures de Bathurst 2019

## Résultats aux 24 Heures du Mans
| Année | Voiture          | Équipe          | Équipiers                         | Résultat |
| ----- | ---------------- | --------------- | --------------------------------- | -------- |
| 2010  | BMW M3 GT2 (E92) | BMW Motorsport  | Andy Priaulx / Dirk Müller        | Abandon  |
| 2011  | BMW M3 GT2 (E92) | BMW Motorsport  | Augusto Farfus Jr. / Jörg Müller  | Abandon  |
| 2017  | Porsche 911 RSR  | Porsche GT Team | Michael Christensen / Kévin Estre | Abandon  |

## Résultats en DTM
| Année | Voiture    | Équipe         | Courses disputés | Victoires | Pole positions | Podiums | Records du tour | Points inscrits | Classement |
| ----- | ---------- | -------------- | ---------------- | --------- | -------------- | ------- | --------------- | --------------- | ---------- |
| 2012  | BMW M3 DTM | Team Schnitzer | 5                | 0         | 0              | 0       | 0               | 1               |            |